# 中野良子
中野 良子（1950年5月6日—），日本著名女演员，本名川崎良子（旧姓中野）。中野良子出生于爱知县常滑市，1970年进入大映演艺研究所进修，同年进入三船制片社，开始演艺生涯。其主演的《追捕》和《吟公主》等电影在中国上映后引起轰动，使得中野良子一时成为在中国家喻户晓的国际影星，被封為永遠的「真由美」，及投身於中日交流活動。

## 投身中日交流
1979年，到中國時被中國影迷喊為「真由美」。於1995年出資200萬日元於秦皇島創辦了一所中野良子小學，當年依靠太陽能取暖供能的教學樓在全世界也屈指可數。往返中日兩國數十次。

## 出演

### 電視劇
- 北京衛視、江蘇衛視 但願人長久（2024年） - 雪子老師